# Міський стадіон (Кавадарці)
«Міський стадіон Кавадарці» (мак. Градски Стадион Кавадарци) — багатофункціональний стадіон у місті Кавадарці, Північна Македонія, використовується переважно для проведення футбольних матчів. Домашня футбольна арена клубу «Тиквеш». Вміщує 7 500 глядачів. Стадіон було побудовано наприкінці 1940-х років, а перший поєдонок на ньому було зіграно 19 березня 1950 року (за право виходу до Третьої ліги Югославії, в якому зустрілися «Тиквеш» та «Рудар» (Трбовлє). Поєдинок завершився з рахунком 4:1 на користь гостів зі Словенії).
31 березня 1994 року вперше у власній історії прийняв поєдинок молодіжної збірної Македонії, в якому господарі поля обіграли естонську «молодіжку» (7:0). 28 травня 1997 року на арені був зіграний фінальний поєдинок кубку Македонії між «Сілексом» та «Слогою Югомагнат» (4:1).
Останнім часом використовується також для проведення різноманітних концертів.